# Tokyo I'm On My Way
「Tokyo I'm On My Way」（トキオ・アイム・オン・マイ・ウェイ）は、PUFFYの21枚目のシングル。2006年5月24日にキューンレコードから発売された。

## 解説
- Puffy10周年記念シングル第2弾。作詞及び作曲はオフスプリングのデクスター・ホーランド。タイトル曲である「Tokyo I'm On My Way」では、ギタリストとして元CHARCOAL FILTERの小名川高弘が参加している。また、オランダのバンドGruppo Sportivoのwikiでも書かれるように、彼らの1978年発表の曲「Tokyo」と曲、歌詞とも共通する部分が多くみられる。
- アルバムの先行シングルとなったが、アルバムにはカップリング曲は収録されていない。

## 収録曲
1. Tokyo I'm On My Way
作詞・作曲：Dexter Holland、編曲：亀田誠治
2. 世界のはじっこ
作詞：PUFFY、作曲：Andy Sturmer
  - J-オイルミルズ「AJINOMOTO ヘルシーピュアライト」CMソング
3. FRIENDS FOREVER 〜FICKLE Remix〜
作詞・作曲：Andy Sturmer、編曲：DJ U-ICHI（HOME MADE 家族）

## 収録アルバム
- Hit&Fun (#1)